# Городнічов Сергій Михайлович
Сергій Михайлович Городнічов (31 січня 1970, Феодосія) — український боксер-любитель, який закінчив вже свою кар'єру. Семикратний чемпіон України, представник України на літніх Олімпійських іграх 1996 в Атланті у першій середній ваговій категорії. Майстер спорту України міжнародного класу з боксу (1991).

## Біографія
У 2002 закінчив Запорізький державний університет. Виступав за спортивний клуб «Мотор Січ».
З 2007 року генеральний директор промоутерської фірми Gorodok Boxing Promotion.